# Finguine Cenn nGécán mac Lóegairi
Finguine Cenn nGécán mac Lóegairi (mort en 902),  est un roi de Munster issu des Eóganacht Chaisil une branche des Eóganachta, la famille royale du Munster. cette branche,de la dynastie avait ses domaines autour de  Cashel région du comté de  Tipperary.  Il règne de 895 à 901.

## Origine incertaine
Finguine Cenn nGécán , dont le surnom signifie « Tête d'oie » appartient au Clann Faílbe et son père Lóegaire serait le petit fils d'un certain Crundmáel. Ce dernier est présenté alternativement comme un oncle du roi  Tnúthgal mac Donngaile ou comme son frère tous deux étant les fils de Fogartach mac Fáilbe Fland .

## Règne
Les Annales d'Innisfallen mentionnent simplement son accession au trône après la mort de son parent Dub Lachtna mac Máele Gualae  . il abdique en 901  avant d'être tué l'année suivante par le clan rival du Cénel Connaill Chaisil, une lignée collatérale de sa propre dynastie  il a comme successeur son parent éloigné Cormac mac Cuilennáin 

## Sources
- (en) Francis John Byrne, Irish Kings and High-Kings, Londres, Batsford, 1973 (ISBN 0-7134-5882-8)
- (en) T.W Moody, F.X. Martin et F.J. Byrne, A New History of Ireland IX Maps, Genealogies, Lists. A companion to Irish History part II, Oxford, Oxford University Press, 2011, 690 p. (ISBN 978-0-19-959306-4).